# Standard Twenty-Five
Der Standard Twenty-Five oder Standard 25 hp war ein großer Pkw, den die britische Standard Motor Company in Coventry 1912 baute.
Dieser Wagen war 1912 das größere von vier  Modellen bei Standard. Der Wagen war konventionell ausgelegt und hatte einen vorne eingebauten Reihensechszylindermotor mit 4032 cm³ Hubraum (Bohrung × Hub = 89 mm × 108 mm). Der viersitzige Tourenwagen besaß Hinterradantrieb. Das kleinere Vierzylindermodell gleicher Auslegung hieß 16 hp.
Bereits nach einem Jahr entfiel der große Sechszylinder ersatzlos.